# Rosa 'Eddie's Jewel'
'Eddie's Jewel' (el nombre del obtentor registrado ®), es un cultivar híbrido de rosa moyesii que fue conseguido en Canadá en 1962 por J.H. Eddie.

## Descripción
'Eddie's Jewel' es una rosa moderna cultivar híbrido del grupo moyesii.
El cultivar procede de la hibridación de Rosa moyesii. Las formas arbustivas del cultivar tienen un porte erguido y alcanza entre 245 a 275 cm de alto y 185 cm de ancho. Las hojas son de color verde oscuro y mate. Sus delicadas flores de color rojo son de tamaño medio, corte completo. La flor de 'Eddie's Juwel' es suavemente perfumada, pétalos comestibles y sus fragantes flores pueden repetir ocasionalmente tardías en la estación. Presenta espinas de gran tamaño de color rojo.

## Origen
El cultivar fue desarrollado en Canadá por el prolífico rosalista canadiense J.H. Eddie en 1962.
El obtentor fue registrado bajo el nombre cultivar de 'Eddie's Juwel' ® por J.H. Eddie en 1962 y se le dio el nombre comercial de 'Eddie's Juwel'.

## Cultivo
Aunque las plantas están generalmente libres de enfermedades, es posible que sufran de punto negro en climas más húmedos o en situaciones donde la circulación de aire es limitada. Las plantas toleran la sombra, a pesar de que se desarrollan mejor a pleno sol. En América del Norte son capaces de ser cultivadas en USDA Hardiness Zones 6b a 9b.